# درينتشت آخت فان ويسترفيلد 2021
درينتشت آخت فان ويسترفيلد 2021 هو سباق دراجات هوائية، وهو الموسم رقم 14 من درينتشت آخت فان ويسترفيلد، وأقيم في 22 أكتوبر 2021، وامتدّ لمسافة 140.2 كيلومتر، وهو أحد سباقات سباق الدراجات على الطريق للسيدات 2021، وشارك فيه 99 متسابقاً ووصل إلى نهايته 29 متسابقاً.
فاز بالمركز الأول شانتال بلاك، وبالمركز الثاني Charlotte Kool ‏، وبالمركز الثالث Eleonora Gasparrini ‏.

## الفرق
| فرق سيدات عالمية (4)- Lidl–Trek (women's team) ‏ - إس دي وركس 2021 ‏ - ليف ريسينغ 2021 ‏ - Liv AlUla Jayco ‏ فرق دراجات قارية سيدات (7)- فالكار سيلانس 2021 ‏ - EF Education–Tibco–SVB ‏ - باركهوتل فالكنبورغ 2021 ‏ - Andy Schleck–CP NVST–Immo Losch ‏ - إن إكس تي جي ريسينغ 2021 ‏ - GT Krush Rebellease Pro Cycling ‏ - بيزكايا دورانجو 2021 ‏ فرق دراجات هواة سيدات (6)- Jan van Arckel ‏ - Restore‏ - Team Drenthe‏ - Loving potatoes-de Jonge Renner‏ - John Deere NWVG‏ - MEXX–Watersley International Women's Cycling Team ‏ فريق نادي الدراجات- WV Schijndel‏ |  |
| |  |

## التصنيف العام النهائي
| التصنيف العام         | التصنيف العام               | التصنيف العام    | التصنيف العام           | التصنيف العام |
| العداء                | العداء                      | البلد            | الفريق                  | الوقت         |
| --------------------- | --------------------------- | ---------------- | ----------------------- | ------------- |
| 1                     | Chantal van den Broek-Blaak | هولندا           | SD Worx                 | 3 س 21 د 05 ث |
| 2                     | Charlotte Kool ‏             | هولندا           | NXTG Racing             | + 27 ث        |
| 3                     | Eleonora Gasparrini ‏        | إيطاليا          | Valcar Travel & Service | + 27 ث        |
| 4                     | كلو هوسكينغ                 | أستراليا         | Trek-Segafredo          | + 27 ث        |
| 5                     | أليسون جاكسون               | كندا             | Liv Racing              | + 27 ث        |
| 6                     | Lonneke Uneken ‏             | هولندا           | SD Worx                 | + 27 ث        |
| 7                     | Teniel Campbell ‏            | ترينيداد وتوباغو | Team BikeExchange       | + 27 ث        |
| 8                     | Mareille Meijering ‏         | هولندا           | Team Drenthe            | + 27 ث        |
| 9                     | كريستين ماجروس              | لوكسمبورغ        | SD Worx                 | + 27 ث        |
| 10                    | Daniek Hengeveld ‏           | هولندا           | GT Krush Tunap          | + 27 ث        |
| مصدر: ProCyclingStats |                             |                  |                         |               |

## وصلات خارجية
- الموقع الرسمي
- لمحة عن سباق درينتشت آخت فان ويسترفيلد 2021 على موقع  ProCyclingStats   (برو  سايكلنج  ستاتس) - إحصاءات  محترفي  الدراجات.
- درينتشت آخت فان ويسترفيلد 2021 على موقع إحصائيات الدراجات الإحترافية (الإنجليزية)